# Oscar 1973

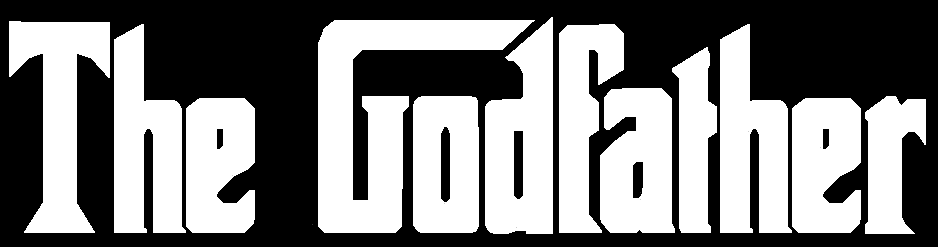
The Godfather, de Francis Ford Coppola, Oscar de Melhor Filme de 1973

A 45.ª edição dos Academy Awards (Oscar) foi apresentada no dia 27 de março de 1973, no Dorothy Chandler Pavilion, em Los Angeles. A cerimônia foi apresentada por Carol Burnett, Michael Caine, Charlton Heston e Rock Hudson.
A cerimônia foi marcada pelo boicote do ator Marlon Brando ao Oscar e pelo envio de Sacheen Littlefeather para explicar por que ele não pôde comparecer para receber seu prêmio de Melhor Ator por The Godfather; e pela única vitória competitiva de Charlie Chaplin no Oscar, por Melhor Trilha Sonora Original por seu filme Luzes da Ribalta, de 20 anos antes, que foi elegível porque não estreou em Los Angeles até 1972. Antes desta cerimônia, Chaplin havia recebido 2 Prêmios Honorários da Academia: em 1972 por sua obra ao longo da vida; e em 1929 (depois de ter revogado suas indicações para Melhor Diretor, Ator e Roteiro (Original), levando assim a uma premiação especial que celebra suas conquistas multifacetadas).
Cabaret, adaptação do musical da Broadway, entrou para história como o filme que mais ganhou Oscars sem ganhar o de Melhor Filme. Das dez categorias no qual foi indicado, perdeu apenas duas para o mesmo filme: The Godfather, que ganhou as estatuetas de Melhor Filme e Melhor Roteiro Adaptado.
Esta foi a primeira edição no qual duas mulheres afro-descendentes foram indicadas para Melhor Atriz: Cicely Tyson e Diana Ross. Também foi o primeiro ano em que todos os vencedores foram trazidos ao palco no fim da cerimônia. A premiação atraiu uma audiência de 85 milhões de telespectadores.

## Indicados e ganhadores
Os vencedores estão marcados em negrito.
| Melhor Filme | Melhor Diretor |
| --- | --- |
| - The Godfather – Albert S. Ruddy - Cabaret – Cy Feuer - Deliverance – John Boorman - Os Emigrantes – Bengt Forslund - Sounder – Robert B. Radnitz | - Bob Fosse – Cabaret - John Boorman – Deliverance - Francis Ford Coppola – The Godfather - Joseph L. Mankiewicz – Sleuth - Jan Troell – Os Emigrantes |
| Melhor Ator | Melhor Atriz |
| - Marlon Brando – The Godfather como Vito Corleone (Recusado) - Michael Caine – Sleuth como Milo Tindle - Laurence Olivier – Sleuth como Andrew Wyke - Peter O'Toole – The Ruling Class como Jack Gurney - Paul Winfield – Sounder como Nathan Lee Morgan | - Liza Minnelli – Cabaret como Sally Bowles - Diana Ross – Lady Sings the Blues como Billie Holiday - Maggie Smith – Viagens com Minha Tia como Augusta Bertram - Cicely Tyson – Sounder como Rebecca Morgan - Liv Ullmann – Os Emigrantes como Kristina Nilsson |
| Melhor Ator Coadjuvante | Melhor Atriz Coadjuvante |
| - Joel Grey – Cabaret como the M.C. - Eddie Albert – The Heartbreak Kid como Mr. Corcoran - James Caan – The Godfather como Sonny Corleone - Robert Duvall – The Godfather como Tom Hagen - Al Pacino – The Godfather como Michael Corleone | - Eileen Heckart – Butterflies Are Free como Mrs. Baker - Jeannie Berlin – O Rapaz que partia Corações como Lila Kolodny - Geraldine Page – Pete 'n' Tillie como Gertrude - Susan Tyrrell – Fat City como Oma - Shelley Winters – The Poseidon Adventure como Belle Rosen |
| Melhor Roteiro Original | Melhor Roteiro Adaptado |
| - O Candidato – Jeremy Larner - Le charme discret de la bourgeoisie – Luis Buñuel e Jean-Claude Carrière - Lady Sings the Blues – Chris Clark, Suzanne de Passe e Terence McCloy - Sopro no Coração – Louis Malle - Young Winston – Carl Foreman | - The Godfather – Francis Ford Coppola e Mario Puzo por The Godfather (livro) de Puzo - Cabaret – Jay Presson Allen por Cabaret de Fred Ebb e John Kander - Os Emigrantes – Bengt Forslund e Jan Troell por The Emigrants e Unto a Good Land de Vilhelm Moberg - Pete 'n' Tillie – Julius J. Epstein por Witch's Milk de Peter De Vries - Sounder – Lonne Elder III por Sounder de William H. Armstrong           |
| Melhor Documentário | Melhor Documentário em Curta-metragem |
| - Marjoe – Sarah Kernochan e Howard Smith - Ape and Super-Ape – Bert Haanstra - Malcolm X – Arnold Perl e Marvin Worth - Manson – Robert Hendrickson e Laurence Merrick - The Silent Revolution – Eckehard Munck | - This Tiny World – Charles Huguenot van der Linden e Martina Huguenot van der Linden - Hundertwasser's Rainy Day – Peter Schamoni - K-Z – Giorgio Treves - Selling Out – Tadeusz Jaworski - The Tide of Traffic – Humphrey Swingler |
| Melhor Filme Estrangeiro | Melhor Canção Original |
| - Le charme discret de la bourgeoisie (França) – Luis Buñuel - A zori zdes tikhie (URSS) – Stanislav Rostotsky - Ani Ohev Otach Rosa (Israel) – Moshé Mizrahi - Mi querida señorita (Espanha) – Jaime de Armiñán - Nybyggarna (Suécia) – Jan Troell | - "The Morning After" de The Poseidon Adventure – Joel Hirschhorn e Al Kasha - "Ben" de Ben – Don Black e Walter Scharf - "Come Follow, Follow Me" de The Little Ark – Fred Karlin e Marsha Karlin - "Marmalade, Molasses & Honey" de The Life and Times of Judge Roy Bean – Alan Bergman, Marilyn Bergman e Maurice Jarre - "Strange Are the Ways of Love" de The Stepmother – Sammy Fain e Paul Francis Webster |
| Melhor Curta-Metragem | Melhor Curta de Animação |
| - Norman Rockwell's World... An American Dream – Richard Barclay - Frog Story – Ray Gideon and Ron Satlof - Solo – David Adams | - A Christmas Carol – Richard Williams - Kama Sutra Rides Again – Bob Godfrey - Tup Tup – Nedeljko Dragic |
| Melhor trilha-sonora original | Melhor trilha sonora adaptada |
| - Luzes da Ribalta – Charlie Chaplin, Raymond Rasch (postumamente) e Larry Russell (postumamente) - Images – John Williams - Napoleão e Samantha – Buddy Baker - The Poseidon Adventure – John Williams - Sleuth – John Addison | - Cabaret – Adaptação: Ralph Burns - Lady Sings the Blues – Adaptação: Gil Askey - O Homem de La Mancha – Adaptatação: Laurence Rosenthal |
| Melhor Figurino | Melhor Mixagem de Som (Melhor Som) |
| - Viagens com Minha Tia – Anthony Powell - The Godfather – Anna Hill Johnstone - Lady Sings the Blues – Ray Aghayan, Norma Koch e Bob Mackie - The Poseidon Adventure – Paul Zastupnevich - Young Winston – Anthony Mendleson | - Cabaret – David Hildyard e Robert Knudson - Butterflies Are Free – Charles T. Knight e Arthur Piantadosi - O Candidato – Gene Cantamessa e Richard Portman - The Godfather – Charles Grenzbach, Chris Newman e Richard Portman - The Poseidon Adventure – Herman Lewis e Theodore Soderberg |
| Melhor Direção de Arte | Melhor Cinematografia/Fotografia |
| - Cabaret – Direção de Arte: Jurgen Kiebach e Rolf Zehetbauer; Decoração de Set: Herbert Strabel - Lady Sings the Blues – Direção de Arte: Carl Anderson; Decoração de Set: Reg Allen - The Poseidon Adventure – Direção de Arte: William Creber; Decoração de Set: Raphael Bretton - Viagens com Minha Tia – Direção de Arte e Decoração de Set: John Box, Robert W. Laing e Gil Parrondo - Young Winston – Direção de Arte: Donald M. Ashton, Geoffrey Drake, John Graysmark e William Hutchinson ; Decoração de Set: Peter James | - Cabaret – Geoffrey Unsworth - 1776 – Harry Stradling Jr. - Butterflies Are Free – Charles Lang - The Poseidon Adventure – Harold E. Stine - Viagens com Minha Tia – Douglas Slocombe |
| Melhor Montagem/Edição | |
| - Cabaret – David Bretherton - Deliverance – Tom Priestley - The Godfather – William H. Reynolds e Peter Zinner - The Hot Rock – Fred W. Berger e Frank P. Keller - The Poseidon Adventure – Harold F. Kress | |

### Prêmio de Realização Especial (Efeitos Visuais)
- The Poseidon Adventure – L.B. Abbott e A.D. Flowers

### Prêmios Honorários
- A Charles S. Boren, líder por 38 anos das relações trabalhistas iluminadas da indústria e arquiteto de sua política de não discriminação. Com o respeito e afeto de todos que trabalham em filmes.[4]
- A Edward G. Robinson (†), que alcançou grandeza como intérprete, patrono das artes e cidadão dedicado... em suma, um homem do Renascimento. Dos seus amigos na indústria que ama.[4] (Aceito em seu nome por sua esposa)

### Prêmio Jean Hersholt Humanitarian
- Rosalind Russell [4]

## Filmes com múltiplas indicações e com múltiplos Oscars
Indicações:
- Dez: The Godfather e Cabaret
- Oito: The Poseidon Adventure
- Cinco: Lady Sings the Blues
- Quatro: Os Emigrantes, Sleuth, Sounder e Viagens com Minha Tia
- Três: Butterflies Are Free, Deliverance e Young Winston
- Dois: O Candidato, Le charme discret de la bourgeoisie e O Rapaz que partia corações e Pete 'n' Tillie

Múltiplos Oscars:
- Oito: Cabaret

1. Melhor Diretor (Bob Fosse)
2. Melhor Atriz (Liza Minneli)
3. Melhor Ator Coadjuvante (Joel Grey)
4. Melhor Trilha-Sonora e musical original (Música "Money")
5. Melhor Mixagem de Som ou Melhor Som
6. Melhor Direção de Arte
7. Melhor Fotografia
8. Melhor Edição/Montagem

- Três: The Godfather

1. Melhor Filme
2. Melhor Ator
3. Melhor Roteiro Adaptado

- Duas: The Poseidon Adventure

1. Melhor Canção Original (The Morning After)
2. Melhores Efeitos Visuais

## Controvérsias
Quando os indicados foram anunciados em 13 de fevereiro de 1973, The Godfather recebeu 11 indicações, mais do que qualquer outro filme naquele ano.  Este número foi reduzido para 10 indicações (empatando com Cabaret) após uma nova votação na categoria de Trilha Sonora original devido a uma controvérsia com a trilha de Nino Rota ser ou não elegível para a categoria. Para a nova votação, os membros do departamento da música deveriam escolher entre The Godfather e cinco outros filmes que estavam na pré-lista da categoria; a trilha de John Addison para Sleuth ganhou a votação e entrou na lista final. A controvérsia surgiu, de acordo com o presidente da Academia, Daniel Taradash, porque o "tema do amor" de The Godfather anteriormente tinha sido usado por Rota em Fortunella, um filme italiano de 1958.
As indicações na categoria de Melhor Canção Original não foram anunciados em fevereiro, com o resto das categorias, supostamente por causa de "uma confusão na votação". Foi posteriormente relatado que a Academia estava considerando se a música de Curtis Mayfield "Freddie's Dead" do filme Super Fly deveria ser ou não elegível. A canção foi classificada como inelegível para a nomeação, pois suas letras não foram cantadas no filme. (A canção foi lançada como um single com letras, mas a versão do filme foi instrumental). John Green, na ocasião, disse : "Tempos mudaram. Nos velhos tempos, Hollywood fez 30 ou 40 musicais por ano, e havia muitas músicas para escolher. Agora, há quase nenhuma, e a maioria das canções são temas não-elegíveis. Tanto a letra e a música devem ser ouvida na trilha sonora para ser elegível ".

## A aparição de Sacheen Littlefeather
Sacheen Littlefeather foi uma atriz americana, modelo e ativista dos direitos civis dos nativos americanos que Marlon Brando escolheu para representá-lo na cerimônia. Littlefeather subiu ao palco e falou em nome de Brando como uma forma de protesto, representando os nativos americanos.
O público no Dorothy Chandler Pavilion estava dividido entre aplausos e vaias. "Fiquei angustiado que as pessoas tivessem vaiado, assobiado e batido os pés, mesmo que talvez fosse direcionado a mim", disse Brando mais tarde a Dick Cavett. "Eles deveriam ter pelo menos a cortesia de ouvi-la." Sua aparição levou a Academia de Artes e Ciências Cinematográficas a descartar futuras aceitações por procuração de prêmios da Academia. Os Oscars para vencedores que não podem ou não desejam aceitar pessoalmente passaram a ser agora aceitos em seu nome pelos apresentadores.

## Curiosidades
Neste ano, The Poseidon Adventure ganhou Melhores Efeitos Visuais, um Oscar especial, que só se tornou uma categoria a partir de 1977 (sendo seu primeiro vencedor Star Wars). Antes desta data, filmes eram premiados sem que houvesse uma competição ou lançamento de indicados. Esta "categoria especial" existe desde 1940 e já premiou filmes como Ben-Hur, Mary Poppins e 2001: Uma Odisseia no Espaço.

## Apresentadores
Os seguintes indivíduos, listados em ordem de aparição, apresentaram prêmios ou realizaram números musicais.
Notavelmente, Charlton Heston chegou atrasado para seu papel de apresentar as regras de votação, supostamente devido a um pneu furado. Clint Eastwood, que deveria apresentar o prêmio de Melhor Filme, foi solicitado a substituir Heston. O diálogo escrito de Heston se baseou fortemente em seu papel no filme Os Dez Mandamentos, levando Eastwood a brincar: "Vamos lá, vire o cartão, cara. Isso não é a minha praia." Eastwood também disse, de forma famosa, ao preencher a vaga na última hora: "...Eles escolhem o cara que não disse mais do que três linhas em 12 filmes para substituí-lo [Heston]." Heston chegou no meio da apresentação, permitindo que Eastwood escapasse.
| Nome                                | Categoria |
| ----------------------------------- | --- |
| Hank Simms                          | Anunciante da 45ª Cerimônia do Oscar                                                                                                 |
| Daniel Taradash                     | Abertura da cerimônia de premiação dando as boas-vindas aos convidados.                                                              |
| Clint Eastewood e Charlton Heston   | Explicadores das regras de votação ao público                                                                                        |
| Eddie Albert e Edward Albert        | Apresentadores da categoria Melhor Som                                                                                               |
| Merle Oberon                        | Apresentadora do Prêmio de Realização Especial de Melhores Efeitos Visuais                                                           |
| Beatrice Arthur e Peter Boyle       | Apresentadores da categoria Melhor Curta-Metragem                                                                                    |
| Robert Duvall e Cloris Leachman     | Apresentadores da categoria Melhor Atriz Coadjuvante                                                                                 |
| Elke Sommer e Jack Valenti          | Apresentadores da categoria Melhor Filme Estrangeiro                                                                                 |
| John Gavin e Katharine Ross         | Apresentadores da categoria Melhor Montagem                                                                                          |
| James Coburn e Diana Ross           | Apresentadores da categoria Melhor Ator Coadjuvante                                                                                  |
| Richard Walsh                       | Apresentador da entrega do Prêmio Honorário a Charles S. Boren                                                                       |
| Robert Wagner e Natalie Wood        | Apresentadores das categorias de Melhor Documentário (Melhor Documentário em Longa-metragem e Melhor Documentário em Curta-metragem) |
| Marisa Berenson e Michael Caine     | Apresentadores da categoria Melhor Figurino                                                                                          |
| Greer Garson e Laurence Harvey      | Apresentadores da categoria Melhor Direção de Arte                                                                                   |
| Dyan Cannon e Burt Reynolds         | Apresentadores das categorias de Melhor Trilha Sonora (Melhor Trilha Sonora Original Dramática e Melhor Trilha Sonora Adaptada)      |
| Candice Bergen e Billy Dee Williams | Apresentadores da categoria Melhor Fotografia                                                                                        |
| Sonny Bono e Cher                   | Apresentadores da categoria Melhor Canção Original                                                                                   |
| Charlton Heston                     | Apresentador da entrega do Prêmio Honorário a Edward G. Robinson                                                                     |
| Frank Sinatra                       | Apresentador do Jean Hersholt Humanitarian Award                                                                                     |
| Jack Lemmon                         | Apresentador das categorias de Melhor Roteiro Original e Melhor Roteiro Adaptado                                                     |
| Julie Andrews e George Stevens      | Apresentadores da categoria Melhor Direção                                                                                           |
| Roger Moore e Liv Ullmann           | Apresentadores da categoria Melhor Ator                                                                                              |
| Gene Hackman e Raquel Welch         | Apresentadores da categoria de Melhor Atriz                                                                                          |
| Clint Eastwood                      | Apresentador da categoria de Melhor Filme                                                                                            |
| John Wayne                          | Apresentador da performance de "You Oughta Be in Pictures"                                                                           |

### Artistas
| Nome                                       | Papel                                                   | Performance                                                           |
| ------------------------------------------ | ------------------------------------------------------- | --------------------------------------------------------------------- |
| John Williams                              | Arranjador musical e maestro                            | Orquestra                                                             |
| Angela Lansbury                            | Artista de abertura                                     | "Make a Little Magic"                                                 |
| Personagens da Disney                      | Homenagem ao 50º aniversário da Walt Disney Productions | 50 Happy Years                                                        |
| Michael Jackson                            | Apresentação musical                                    | "Ben" de Ben                                                          |
| Springfield Revival                        | Apresentação musical                                    | "Come Follow, Follow Me" de The Little Ark                            |
| Glen Campbell e The Mike Curb Congregation | Apresentação musical                                    | "Marmalade, Molasses & Honey" de The Life and Times of Judge Roy Bean |
| Connie Stevens                             | Apresentação musical                                    | "The Morning After" de The Poseidon Adventure                         |
| Diahann Carroll                            | Apresentação musical                                    | "Strange Are the Ways of Love" de The Stepmother                      |
| Coral da Academia                          | Apresentação musical                                    | "You Oughta Be in Pictures"                                           |